# 云南省高级人民法院
云南省高级人民法院是中華人民共和國云南省的高级人民法院。

## 机构设置
- 审判委员会

## 历任领导
院长
副院长

## 知名案例
- 褚时健贪污、巨额财产来源不明案
- 2011年金三角中國船員遇襲案（湄公河慘案）二審
- 2011年3月，云南省高级人民法院在李昌奎案二审（终审）中，将一审死刑判决改为死缓。后经被害者家属网络申诉，引发社会舆论反对。重重重压下，法院启动再审。8月22日，推翻二审（终审）判决，改判李昌奎死刑。最终，李昌奎在9月被执行死刑。
- 钱仁凤投毒案再审
- 孫小果案再審

## 对应中级人民法院/铁路运输中级法院
- 云南省昆明市中级人民法院
- 云南省昭通市中级人民法院
- 云南省曲靖市中级人民法院
- 云南省玉溪市中级人民法院
- 云南省普洱市中级人民法院
- 云南省保山市中级人民法院
- 云南省丽江市中级人民法院
- 云南省临沧市中级人民法院
- 云南省楚雄彝族自治州中级人民法院
- 云南省红河哈尼族彝族自治州中级人民法院
- 云南省文山壮族苗族自治州中级人民法院
- 云南省西双版纳傣族自治州中级人民法院
- 云南省大理白族自治州中级人民法院
- 云南省德宏傣族景颇族自治州中级人民法院
- 云南省怒江傈僳族自治州中级人民法院
- 云南省迪庆藏族自治州中级人民法院
- 昆明铁路运输中级法院